# Kiełczawa
Kiełczawa est une localité polonaise de la gmina de Baligród, située dans le powiat de Lesko en voïvodie des Basses-Carpates.